# Adrián Expósito
Adrián Expósito, all'anagrafe Adrián Expósito Yáñez (San Lorenzo de El Escorial, 13 gennaio 1989), è un attore e modello spagnolo, noto per aver interpretato il ruolo di Pablo Centeno nella soap Il segreto (El secreto de Puente Viejo).

## Biografia
Adrián Expósito è nato il 13 gennaio 1989 a San Lorenzo de El Escorial (Madrid). Ha mostrato interesse per il cinema già da giovanissimo quando vedeva i film nella videoteca di sua madre, che in seguito lo ha incoraggiato a studiare teatro al liceo.

## Carriera
Adrián Expósito dopo un infortunio sportivo, ha preso la decisione di cimentarsi nel mondo della recitazione e ha iniziato la sua formazione con il direttore del casting Felipe Gómez in uno dei suoi seminari sulla recitazione davanti alla macchina da presa, e alla scuola di recitazione Cristina Rota.
Nel 2011 ha iniziato la sua carriera lavorando in spot pubblicitari per diversi marchi nazionali e internazionali e piloti per film e TV sotto il comando di Sebastien Grousset, Carlos Montero e Tristán Ulloa. Nello stesso anno ha recitato Fumando Espero insieme a Cristina Fenollar e Eduardo Velasco, uno dei cortometraggi diretti dall'attore e regista Eduardo Casanova.
Nel 2012, le famose direttrici del casting Eva Leira e Yolanda Serrano, hanno scelto Adrián per interpretare il personaggio di Cristóbal nella serie televisiva prodotta da Boomerang per Antena 3 Toledo, cruce de destinos, dove ha condiviso lo schermo con attori della statura di Juan Diego, Álex Angulo, Fernando Cayo, Rubén Ochandiano, Petra Martínez e Maxi Iglesias, e segue corsi di equitazione, arrampicata e scherma scenica. Alla fine della serie, il regista Guillermo Escribano conterà su di lui per il cortometraggio Almohada e successivamente continuerà la sua formazione con corsi e seminari come Rami emotivi di Carmen Rico e Clown con Hernán Gené.
Il suo debutto sul grande schermo è arrivato anche alla fine del 2012 dove ha interpretato il ruolo da protagonista nel film 2 francos, 40 pesetas, diretto da Carlos Iglesias e registrato in Svizzera con attori come Javier Gutiérrez, Nieve de Medina, Tina Sainz e Roberto Álvarez. Nel 2014 ha recitato nel film Los amigos raros di Roberto Pérez Toledo.
Nel 2015, il regista Roberto Pérez Toledo ha nuovamente contato su di lui per recitare nel cortometraggio Trois con Álex García e Marine Discazeaux, Como la schiuma. Il cast è completato da attori come Elisa Matilla, María Cotiello, Sara Sálamo, Pepe Ocio e Daniel Muriel. Alla fine dello stesso anno registra a Barcellona Medianoche, il cortometraggio più ambizioso di Toni Morejón.
Nel 2016 ha recitato nei cortometraggi come Osito di Coré Ruiz e Cherry di Pepe Puertas e David Cervera; e collabora anche al cortometraggio Exhalación diretto da Alberto Díaz, con protagonista Ángela Molina.
Nel 2017 ha debuttato in Microteatro con La chica Almorrana di Olga Alamán a Madrid e Barcellona e con Transform(arte) di Xavier Miralles a Barcellona. Nel 2019 recita nel film d'esordio del regista Jon Mikel Caballero El increíble finde menguante, insieme a Iria del Río, Nadia de Santiago, Jimmy Castro, Irene Ruiz, Adam Quintero e Luis Tosar.
Nel 2018 ha registrato i cortometraggi Alirón di Adrià Llauró, Arpegio e Un solo segundo di Libertad Ribera, Gente que no sabe lo que quiere di Alex Ygoa, La llave maestra di David e Ruth García e Transform (art) di Xavier Miralles.
Nel 2019, le direttrici del casting Eva Leira e Yolanda Serrano lo hanno invitato ancora una volta a interpretare uno dei nuovi personaggi della soap opera Il segreto (El secreto de Puente Viejo) di Antena 3 dove ha interpretato il ruolo di Pablo Centeno, e dove ha recitato insieme ad attori come Berta Castañé, Manuel Regueiro, Silvia Marsó, Almudena Cid, Toni Salgado, Arantxa Aranguren e Roser Tapias.
Nel 2020 ha registrato i cortometraggi Hidroalcoholico diretto da Roberto Perez Toledo, Talón de Aquiles diretto da David García, Ilusión diretto da Toni Morejón. Nel 2021 ha recitato nella serie Il tempo che ti do (El tiempo que te doy) e in La llave maestra (diretto da David García e Ruth García). Nel 2021 ha interpretato il ruolo di David nel cortometraggio Hable ahora diretto da David Mora. Nel 2021 e nel 2022 ha interpretato il ruolo di Faustino Medina nella serie Un altro domani (Dos vidas). Nel 2022 ha interpretato il ruolo di Fran nel cortometraggio Alirón El Descanso diretto da Adrià Llauró.

## Filmografia

### Cinema
- Sofía (Piloto), regia di Tristán Ulloa e David Ulloa (2011)
- 2 francos, 40 pesetas, regia di Carlos Iglesias (2012)
- Los amigos raros, regia di Roberto Pérez Toledo (2014)
- Como la espuma, regia di Roberto Pérez Toledo (2015)
- El increíble finde menguante, regia di Jon Mikel Caballero (2019)

### Televisione
- Dieciséis – serie TV (2011)
- Toledo, cruce de destinos – serie TV (2012)
- Line Out – serie TV (2017)
- Il segreto (El secreto de Puente Viejo) – soap opera (2019-2020)
- Il tempo che ti do (El tiempo que te doy) – serie TV (2021)
- Un altro domani (Dos vidas) – serie TV (2021-2022)

### Cortometraggi
- Fumando Espero, regia di Eduardo Casanova (2011)
- Almohada, regia di Guillermo Escribano (2012)
- Trois, regia di Roberto Pérez Toledo (2015)
- Medianoche, regia di Toni Morejón (2015)
- Osito, regia di Coré Ruiz (2016)
- Cherry, regia di David Cervera e Pepe Puertas (2016)
- Exhalación, regia di Al Díaz (2016)
- El poliamor explicado para madres y abuelas, regia di Roberto Perez Toledo (2017)
- From crush to brush, regia di Christian Egea (2017)
- Alirón, regia di Adrià Llauró (2018)
- Gente que no sabe lo que quiere, regia di Alex Ygoa (2018)
- Arpegio, regia di Libertad Ribera (2018)
- La llave maestra, regia di David García e Ruth García (2018)
- Un solo segundo, regia di Libertad Ribera (2018)
- Transform(arte), regia di Xavier Miralles (2018)
- Hidroalcoholico, regia di Roberto Perez Toledo (2020)
- Talón de Aquiles, regia di David García (2020)
- Ilusión, regia di Toni Morejón (2020)
- La llave maestra, regia di David García & Ruth García (2020)
- Hable ahora, regia di David Mora (2021)
- Alirón El Descanso, regia di Adrià Llauró (2022)